# Communauté de communes du Bayonnais
Die Communauté de communes du Bayonnais ist ein ehemaliger französischer Gemeindeverband mit der Rechtsform einer Communauté de communes im Département Meurthe-et-Moselle in der Region Grand Est. Sie wurde am 27. November 2003 gegründet und umfasste 25 Gemeinden. Der Verwaltungssitz befand sich im Ort Virecourt.

## Historische Entwicklung
Mit Wirkung vom 1. Januar 2017 fusionierte der Gemeindeverband mit der Communauté de communes du Val de Meurthe und bildete so die Nachfolgeorganisation Communauté de communes Meurthe Mortagne Moselle. Abweichend davon schlossen sich die Gemeinden Ferrières und Tonnoy der Communauté de communes des Pays du Sel et du Vermois an.

## Ehemalige Mitgliedsgemeinden
1. Bayon
2. Borville
3. Brémoncourt
4. Clayeures
5. Crévéchamps
6. Domptail-en-l’Air
7. Einvaux
8. Ferrières
9. Froville
10. Haigneville
11. Haussonville
12. Landécourt
13. Lorey
14. Loromontzey
15. Méhoncourt
16. Romain
17. Rozelieures
18. Saint-Boingt
19. Saint-Germain
20. Saint-Mard
21. Saint-Rémy-aux-Bois
22. Tonnoy
23. Velle-sur-Moselle
24. Villacourt
25. Virecourt